# 国際連合安全保障理事会決議652
国際連合安全保障理事会決議652（こくさいれんごうあんぜんほしょうりじかいけつぎ652 英語: United Nations Security Council Resolution 652）は、1990年4月17日に国際連合安全保障理事会において全会一致で採択された決議。国際連合加盟におけるナミビア共和国の申請を分析した後、国際連合安全保障理事会は国際連合総会に対してナミビアの国際連合加盟を認めるべきであることを勧告した。
ドイツ領南西アフリカ、および南アフリカ統治領南西アフリカの委任統治下にあった南アフリカによって75年もの間支配されていたナミビアは、1990年4月23日に国際連合加盟161番目のメンバーとなった。アメリカ合衆国の国連大使であるトーマス・R・ピカリングは安保理決議の経過についてこう述べた。
ナミビアの誕生は長期化し困難であったが、ナミビアという国は今まさに光り輝くこの世界の下に生まれた星のようである。